# 国際馬事学校
国際馬事学校（こくさいばじがっこう、英：International Horseman Academy）は、茨城県取手市にある、馬に関する仕事の従事者を育成する施設である。

## 概要
2008年12月に設立され、2009年4月1日に開校した。育成する対象は、騎手、厩務員、繁殖・育成スタッフ（生産・育成牧場）、乗馬選手やインストラクター、テーマパーク・牧場スタッフなどである。開校当初は元JRA騎手の大西直宏が校長を務めていた（2011年に退任）。

## 課程

### 高等学院課程
3年制で、高等学校卒業資格を取得できる課程である。この課程の生徒は、本校の入学と同時に、提携学校である日本ウェルネス高等学校通信制に入学するため、国際馬事学校卒業と同時に高等学校卒業となる。
- 騎手養成コース
- 厩務員養成コース
- インストラクター養成コース
- 牧場就職コース

### 専門学院課程
1年制、2年制、3年制がある。
- 騎手養成コース
- 厩務員養成コース
- インストラクター養成コース
- 牧場就職コース

## 主な指導員（2016年現在）
- 講師
  - 斎藤宏(元JRA調教師)
  - 海方沙耶香
- 特別講師
  - David Cooper（アトランタオリンピック障害飛越競技オーストラリア代表）
  - 大阪頴三 （元国際審判員、中央大学馬術部元監督）
  - アラン・ムンロ（騎手）
- アスレチックトレーナー
  - 市毛貴子 （茨城ゴールデンゴールズトレーナー）

## 主な卒業生（2024年現在）
- 伴啓太(騎手 JRA所属)
- 秋山稔樹(騎手 JRA所属)
- 鴨宮祥行(騎手 園田競馬場所属)
- 中島龍也(騎手 金沢競馬場所属)
- 村上弘樹(騎手 名古屋競馬場所属)
- 柴田勇馬(騎手 金沢競馬場所属)
- 林謙佑 (騎手 高知競馬場所属)
- 兼子千央(騎手 金沢競馬場所属)
- 福原杏(騎手 浦和競馬場所属)